# Dainik Agradoot
Dainik Agradoot is een Assamees-talig dagblad, dat uitkomt in de Indiase deelstaat Assam. De krant komt uit in verschillende edities: Guwahati, Dispur en een editie voor de hele staat. De krant is gevestigd in Guwahati.